# 浜田一義
浜田 一義（はまだ かずよし、1943年（昭和18年）7月21日 - ）は、日本の政治家。第2代広島県安芸高田市長（3期）、元吉田町長。

## 来歴
広島県吉田町(現・安芸高田市)生まれ。広島県立広島工業高等学校、日本大学理工学部卒業。
建設省研究員、広島県庁職員などを経て吉田町長に就任。吉田町は2004年（平成16年）3月1日に、八千代町、美土里町、高宮町、甲田町、向原町と新設合併を行い廃止。安芸高田市が誕生する。これに伴って町長を退任。
4年後、2008年（平成20年）4月6日に行われた安芸高田市長選挙に立候補。元副市長の増元正信と前市議の熊高昌三を破り初当選した。4月18日、市長就任。
2012年（平成24年）、無投票で再選。2016年（平成28年）、3選。
2019年（令和元年）12月6日、高齢などを理由に3期で引退する意向を表明。

## 不祥事
- 2020年（令和2年）4月25日、広島地検は、前年の参院選広島県選挙区をめぐり河井克行・河井案里夫妻が票の取りまとめを頼む趣旨で浜田に現金を渡した可能性があるなどの理由で、浜田の自宅を家宅捜索し、任意聴取を行った[7]。